# Flädersläktet
Flädersläktet (Sambucus) är ett växtsläkte i familjen desmeknoppsväxter med ett 30-tal arter. Tidigare ingick flädersläktet i kaprifolväxter, men genetiska tester har gett en ny placering i desmeknoppsväxternas familj.